# Hisar (Distrikt)
Der Distrikt Hisar (Hindi हिसार जिला, Panjabi ਹਿਸਾਰ ਜ਼ਿਲ੍ਹਾ) ist ein Distrikt im indischen Bundesstaat Haryana. Verwaltungssitz ist die gleichnamige Stadt Hisar.

## Geographie
Der 3983 km² große Distrikt gehört zur weiteren Ganges-Tiefebene und bildet eine weitgehend flache Schwemmebene mit einer Höhe über dem Meeresspiegel zwischen 203 und 225 Metern. Die Höhe nimmt in Richtung Südwesten langsam ab. Physiogeographisch ist der Distrikt durch zwei Landschaftsmerkmale gekennzeichnet: Ebenen und Gebiete mit Sanddünen. Der Distrikt ist von einem Netzwerk von Kanälen des Bhakra-Kanals und des Westlichen Yamuna-Kanals durchzogen.
Die angrenzenden Distrikte sind Fatehabad im Norden, Jind im Osten, Rohtak im Südosten und Bhiwani im Süden. Im Westen grenzt Hisar an den Distrikt Hanumangarh von Rajasthan.

## Klima
Die Hauptmerkmale des Ortsklimas sind Trockenheit über den größten Teil des Jahres und große Temperaturschwankungen. Der Distrikt befindet sich am Rand der Einflusszone des Südwestmonsuns. Es überwiegt ein arides Klima mit ausgeprägten Temperaturunterschieden (im Mittel maximal 43 °C im Mai/Juni, minimal 5 °C im Januar), das in vier Jahreszeiten unterteilt werden kann: den Sommer (März bis Mai), die Zeit des Südwestmonsun (Juni bis September), die Nachmonsunzeit (Oktober bis November) und den Winter (Dezember bis Februar). Der Südwestmonsun bringt in der letzten Juniwoche bis Mitte September etwa 75 bis 80 Prozent des Jahresniederschlags von etwa 330 mm mit sich. Die Monate von Oktober bis Juni sind weitgehend niederschlagsfrei, mit Ausnahme einiger leichter Schauer, die durch westliche Tiefdruckgebiete verursacht sind.

## Geschichte
Das Gebiet Haryanas kam mit dem Vertrag von Surji Arjungaon 1803 während des Zweiten Marathenkrieges unter die Herrschaft der Britischen Ostindien-Kompanie. In den Jahren 1798 bis 1802 hatte der irische Abenteurer George Thomas im Gebiet Hisars eine kleine eigene Herrschaft etabliert. Unter der britischen Herrschaft wurde das Gebiet nach und nach administrativ organisiert. 1832 wurde der Distrikt Hisar in der Division Delhi eingerichtet, dessen Grenzen sich in den folgenden Jahrzehnten aufgrund zahlreicher Grenzkorrekturen vielfach änderten. Nach der Niederschlagung des Indischen Aufstands von 1857, in den der Distrikt mit involviert war, kam das Gebiet des heutigen Haryana mitsamt dem Distrikt Hisar von den North Western Provinces zur Provinz Punjab. Ab November 1884 blieben die äußeren Distriktgrenzen bis zur Unabhängigkeit Indiens 1947 konstant. Mit dem Inkrafttreten des Provinces and States (Absoption of Enclaves) Order, 1950 wurde der ehemalige Fürstenstaat Loharu eingegliedert, und 15 Dörfer wurden an den Nachbardistrikt Bathinda abgetreten. 1962 wurden drei Dörfer vom Distrikt Mahendragarh angegliedert. Am 1. November 1966 kam der Distrikt zum neu gegründeten Bundesstaat Haryana.
Am 22. Dezember 1972 wurde der Distrikt Bhiwani und am 26. August 1975 der Distrikt Sirsa aus Teilen Hisars neu gebildet. Die Fläche des Distrikts verkleinerte sich dadurch von 13.982 km² (Zensus 1971) auf 6.315 km² (Zensus 1981). Eine weitere Verkleinerung erfuhr der Distrikt durch die Neubildung des Distrikts Fatehabad aus Teilen Hisars und einen kleineren Gebietsaustausch mit dem Nachbardistrikt Rohtak am 25. Juni 1997.

## Bevölkerung
Die Einwohnerzahl lag beim Zensus 2011 bei 1.743.931. Die Bevölkerungswachstumsrate im Zeitraum von 2001 bis 2011 betrug 13,45 %. Hisar hatte ein Geschlechterverhältnis von 872 Frauen pro 1000 Männer und damit einen deutlichen Männerüberschuss. Der Distrikt wies 2011 eine Alphabetisierungsrate von 72,89 % auf, was einer Steigerung um knapp 8 Prozentpunkte gegenüber dem Jahr 2001 entsprach. Die Alphabetisierung lag damit leicht unter dem nationalen Durchschnitt (74,04 %) und dem Haryanas (75,55 %). In religiöser Hinsicht ist der Distrikt verhältnismäßig homogen: 2011 waren 97,5 % der Bevölkerung Hindus, 1,2 % Muslime, 0,7 % Sikhs, 0,2 % Jainas, 0,1 % Christen und 0,1 % gaben keine Religionszugehörigkeit an oder gehörten anderen Religionen an. 12,3 % der Bevölkerung waren Kinder unter 6 Jahre.
31,7 % der Bevölkerung lebten 2011 in Städten. Größte Stadt war Hisar mit 301.383 Einwohnern.

## Wirtschaft
Die Landwirtschaft ist der dominierende Erwerbszweig. Bei der Volkszählung 2011 wurden 369.083 Personen (39,2 %) als arbeitend registriert. Davon waren 261.120 Personen (35,8 %) als Bauern (cultivators) und 144.213 (26,6 %) als Landarbeiter (agricultural labourers) tätig. Weitere 16.097 (1,8 %) arbeiteten in Heimindustrien (household industries) und 270.191 (52,1 %) wurden als „sonstige Arbeitende“ gezählt.
Aufgrund des trockenen Klimas spielt die Bewässerungsfeldwirtschaft eine große Rolle. Etwa drei Viertel (209.000 ha) der bewässerten Fläche werden über Kanäle bewässert, und ein knappes Viertel (63.000 ha) über Brunnen (Stand ungefähr 2013). Hauptsächlich angebaut werden Weizen (Rabi), Baumwolle (Kharif), Raps und Acker-Senf (Rabi), sowie Perlhirse (Bajra, Kharif).
Auf einem Großteil der für den Ackerbau genutzten Fläche wird mehr als eine Ernte pro Jahr eingefahren.